# Rangitukia
Rangitukia ist eine kleine Siedlung im Gisborne District auf der Nordinsel von Neuseeland.

## Geographie
Die Siedlung befindet sich rund 104 km nordnordöstlich von Gisborne und rund 13 km südwestlich des East Cape im Mündungsgebiet des Waiapu River. Der Maraehara River mündet gut einen Kilometer östlich in den Waiapu River, an dessen Nordseite die Siedlung liegt. Rangitukia hat über die rund 5 km südwestlich gelegene Siedlung Tikitiki Anschluss an den New Zealand State Highway 35.
Die kleine 3,5 km nordwestlich befindliche Siedlung Maraehara kann nur über Rangitukia erreicht werden.